# Лејк Лос Анџелес (Калифорнија)
Лејк Лос Анџелес (енгл. Lake Los Angeles) насељено је место без административног статуса у америчкој савезној држави Калифорнија.

## Демографија
По попису из 2010. године број становника је 12.328, што је 805 (7,0%) становника више него 2000. године.
| Група             | 2000.         | 2010.         |
| Белци             | 5.694 (49,4%) | 3.937 (31,9%) |
| Афроамериканци    | 1.396 (12,1%) | 1.388 (11,3%) |
| Азијати           | 115 (1,0%)    | 116 (0,9%)    |
| Хиспаноамериканци | 3.869 (33,6%) | 6.604 (53,6%) |
| Укупно            | 11.523        | 12.328        |